# Диктатура Центрокаспія
Диктатура Центрокаспія (рос. Диктатура Центрокаспия) — короткотривала антирадянська адміністрація, проголошена у Баку, столиці сучасного Азербайджану, під час Першої світової війни. Створена російськими есерами, меншовиками і вірменськими дашнаками за підтримки Британської імперії, ця невизнана держава знищила більшовицьку Бакинську комуну в результаті безкровного державного перевороту 26 липня 1918, і усунута від влади 15 вересня 1918, коли османсько-азербайджанські війська взяли під контроль Баку
Війська диктатури за допомогою британського експедиційного корпусу намагались зупинити просування Кавказької ісламської армії до Баку, проте марно — Битва за Баку була програна — Баку було захоплено 15 вересня 1918 року і азербайджано-турецька армія увійшла до міста, в результаті чого британські війська і велика частина вірменського населення змушені були залишити місто. Османська імперія підписала Мудросське перемир'я 30 жовтня 1918, і британські війська повторно увійшли в Баку[джерело?].